# Players from Abroad

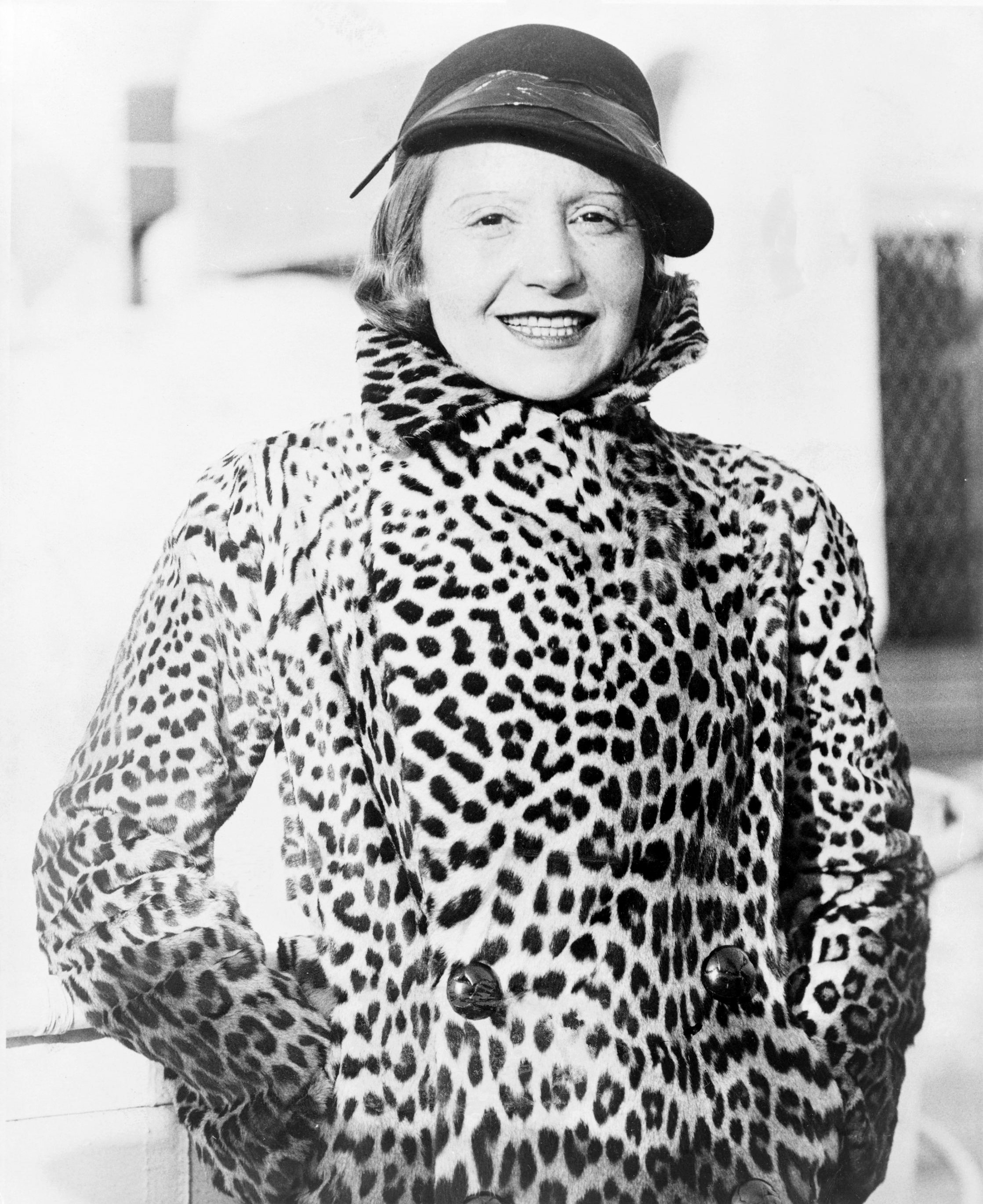
Elisabeth Bergner gehörte zu den Players from Abroad

The Players from Abroad waren ein deutsches Emigrantenensemble in den USA. Die 1941 von Gert von Gontards gegründeten Bühne war lange Zeit das einzige deutschsprachige Theater in den Vereinigten Staaten.
Trotz der landesfremden Sprache war die Gruppe schnell berühmt für ihre hervorragenden New Yorker Produktionen. Besonders ein Zyklus von Goetheinszenierungen im Rahmen der Feiern zum Goethejahr „Bicentennial“ fand Widerhall in der amerikanischen Presse (Faust, Egmont, Iphigenie auf Tauris und Torquato Tasso waren die gegebenen Stücke) und wurden auch mitgeschnitten.
Das Repertoire der Players from Abroad umfasste weitere deutsche Klassiker wie Gotthold Ephraim Lessing und Schiller, aber auch das damals moderne deutsche Theater wie die Stücke Hermann Bahrs, Arthur Schnitzlers und Gerhart Hauptmanns. Auch skandinavische Autoren wie Ibsen oder Strindberg brachte das Ensemble in deutscher Sprache.
Berühmte Ensemblemitglieder der Players from Abroad waren z. B. Grete Mosheim und Elisabeth Bergner. Auch Margarete Neff, die sich bereits in der Stummfilmzeit nach ihrer Heirat mit Rudolf Klein-Rogge aus dem Filmgeschäft zurückgezogen hatte, ist in den Besetzungslisten der Players – manchmal sogar mit mehr als einer Rolle pro Stück – zu finden.